# Max Kahrer
Max Kahrer, né le 8 juillet 1878 à Temesvár et mort le 5 octobre 1937 à Klosterneuburg, est un peintre autrichien.

## Biographie
Max Kahrer est né le 8 juillet 1878 à Temesvár.
Il étudie à l'académie des beaux-arts de Vienne, où il expose régulièrement des vues, principalement d'Autriche et de Bavière. Il s'installe à Klosterneuburg où il fonde en 1906 l'Association des artistes locaux de Klosterneuburg (Verein heimischer Künstler in Klosterneuburg), qui organise des expositions, et une école de peinture pendant deux ans, de 1908 à 1910. De 1905 à 1907, il est membre de l'association d'artistes Hagenbund à Vienne.
Egon Schiele a fait son portrait en 1910.
Kahrer meurt le 5 octobre 1937 à Klosterneuburg. Une exposition rétrospective lui est consacrée en 1999 au musée de cette ville .

## Galerie

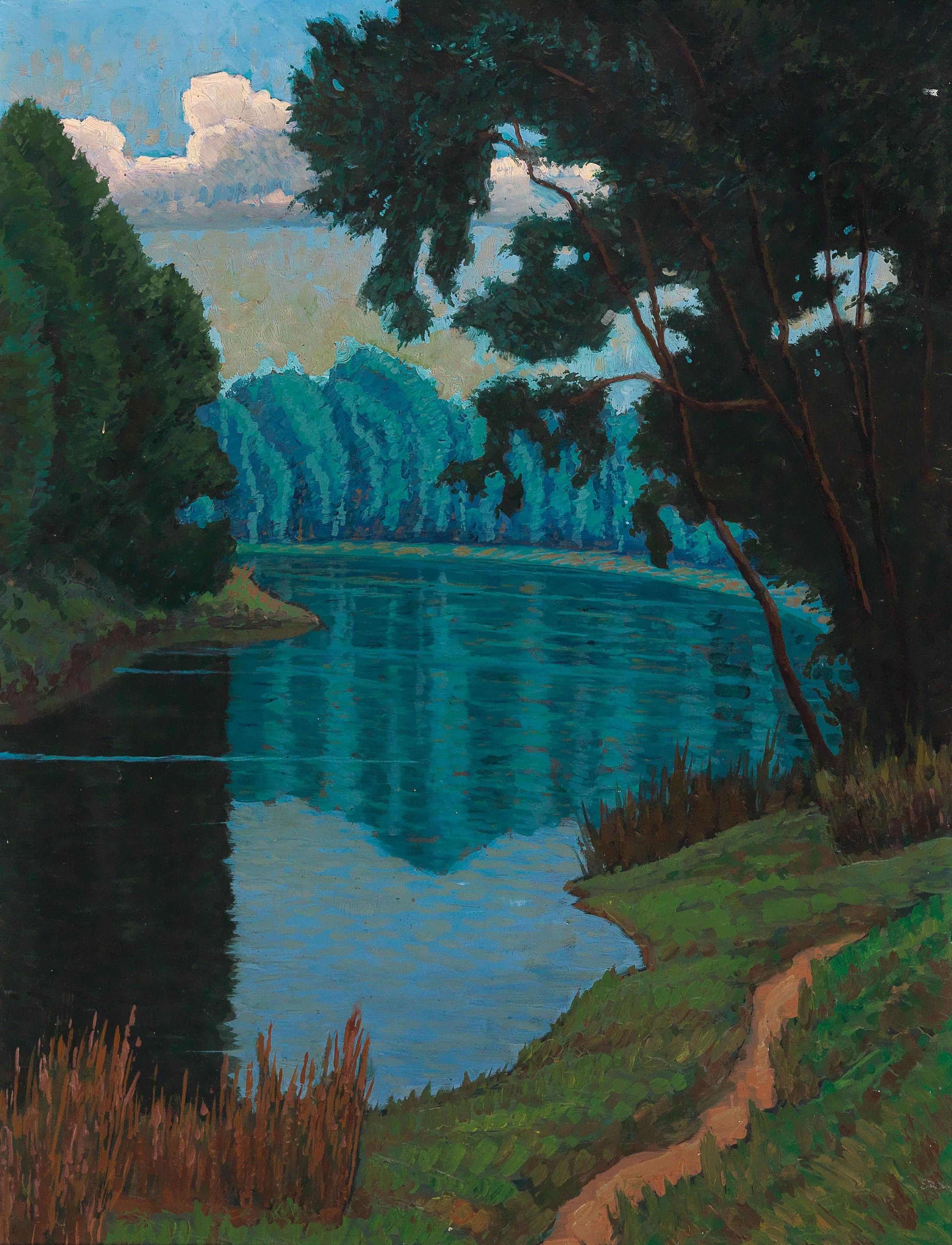
Engllacke, 1934.
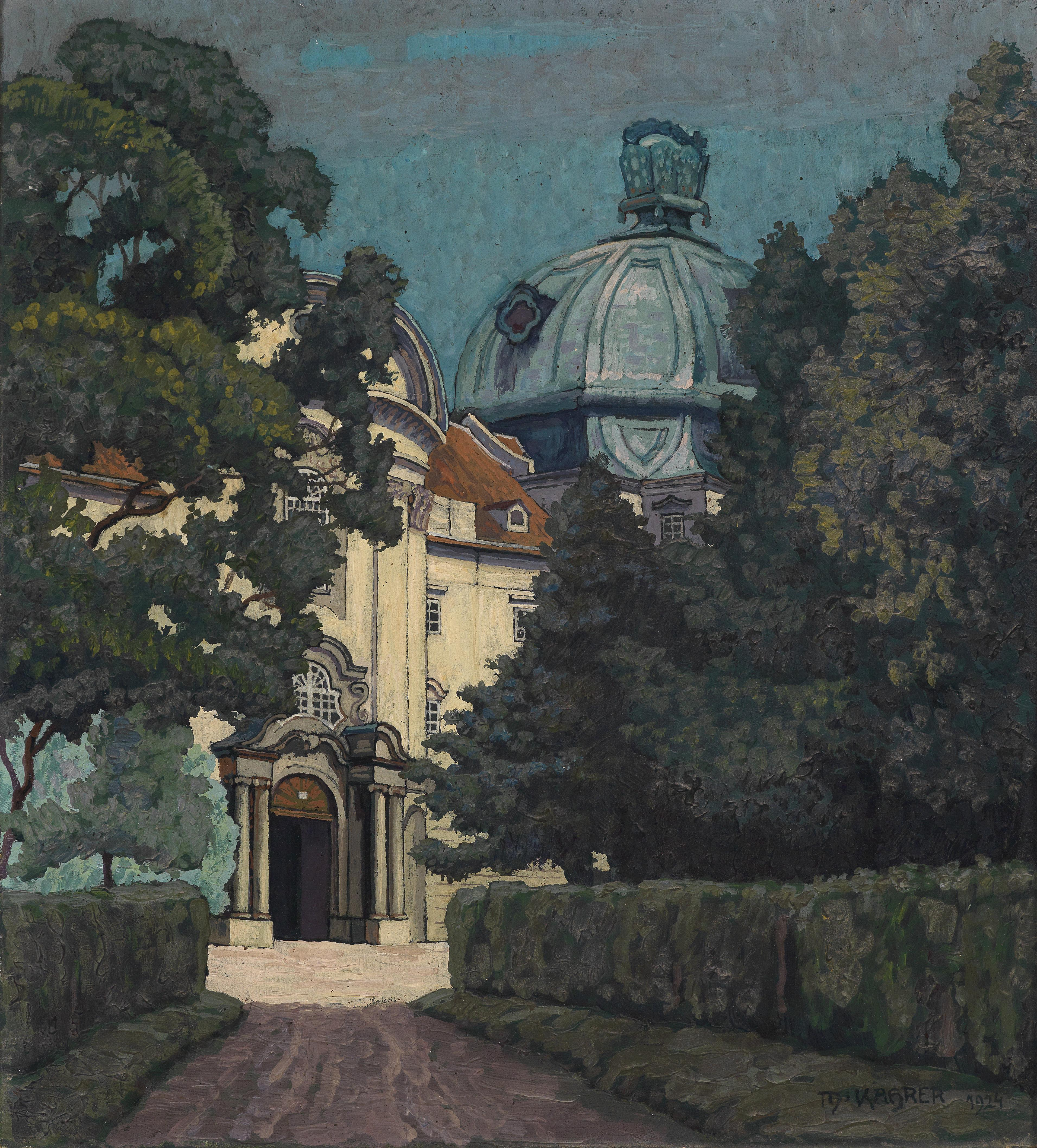
Stiftsportal Klosterneuburg, 1924.
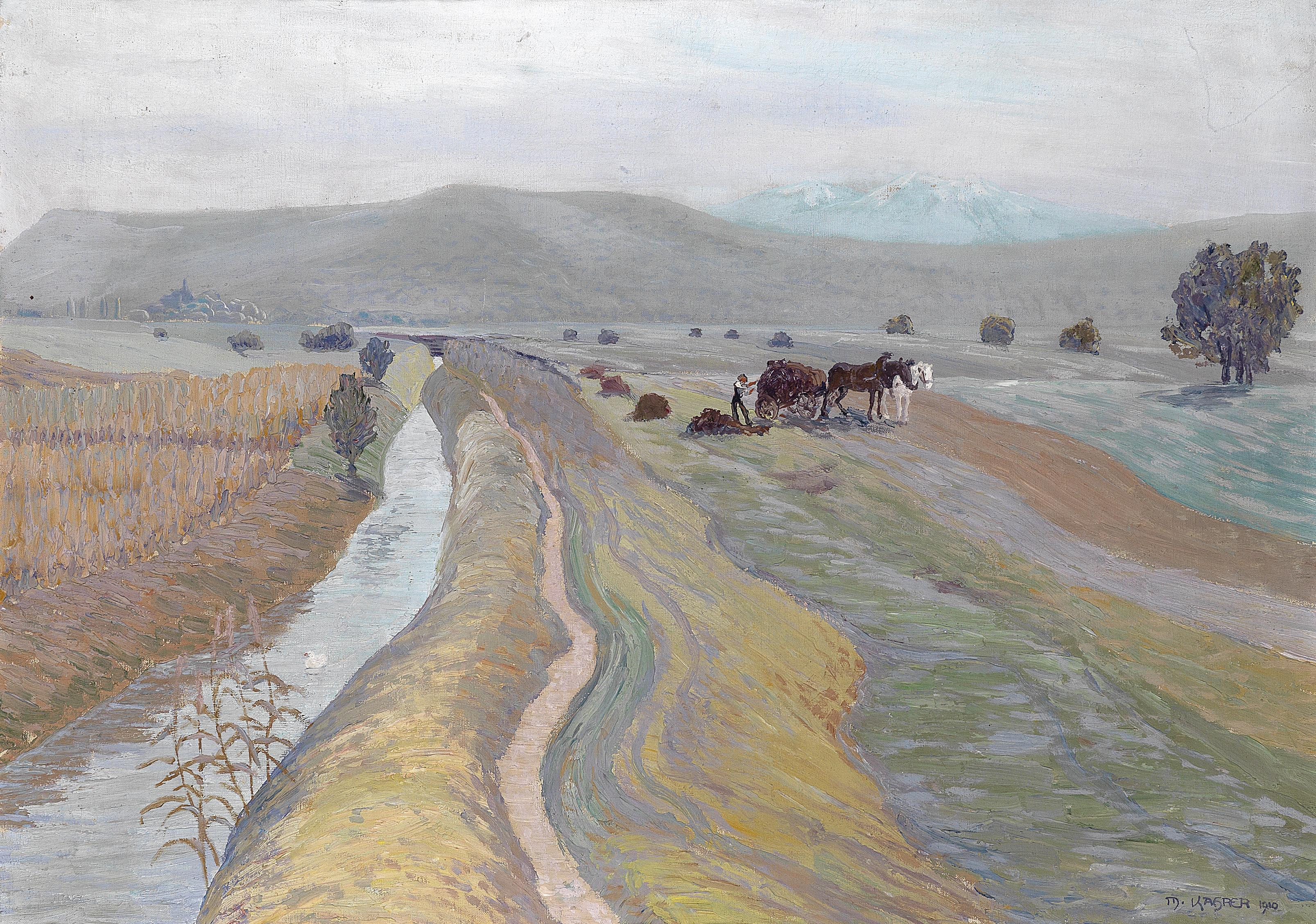
Auf dem Feld, 1910.
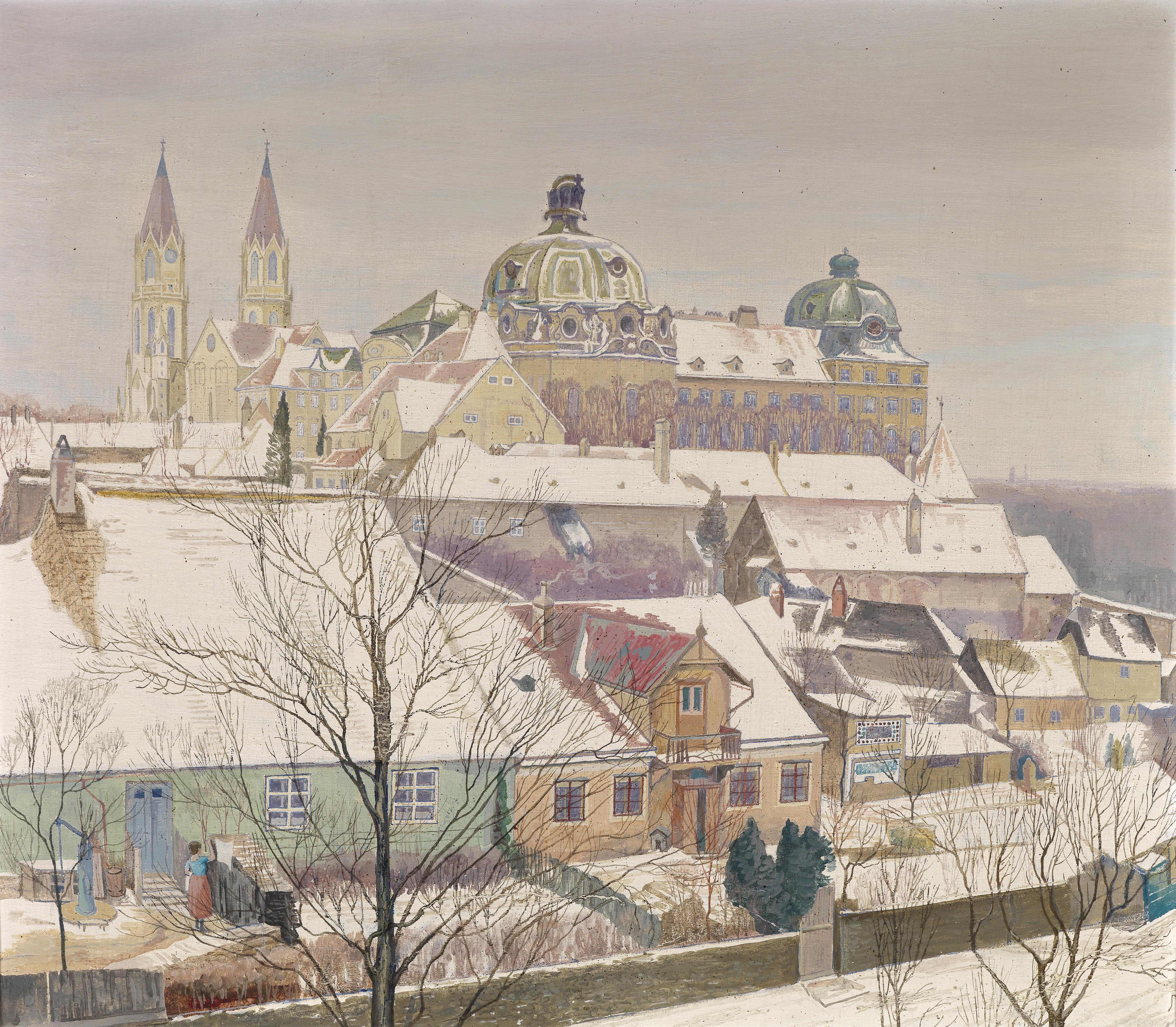
Vue de l'abbaye de Klosterneuburg en hiver, 1924.